# Salyut
O programa Salyut (em russo: Салют, saudações) se constitui de uma série de estações espaciais lançadas pela União Soviética na década de 1970. Os Salyuts eram todos relativamente simples consistindo de um único módulo principal colocado em órbita em um único lançamento. Este programa foi designado originalmente como DOS 7-K, com cada estação Salyut recebendo uma designação.

## Salyut 1
A Salyut 1 (DOS 1) foi lançada em 19 de abril de 1971. Foi a primeira estação espacial lançada com sucesso. O primeiro grupo de tripulantes, lançado na Soyuz 10 não pôde acoplar à estação devido a uma falha em um mecanismo de travagem. Um segundo grupo foi lançado pela Soyuz 11 e ficou a bordo da estação durante 23 dias. Em 11 de outubro de 1971, foi ordenado a volta da cápsula; apesar de ter sido a primeira nave a acoplar em uma estação espacial, uma válvula que regulava a pressurização da Soyuz 11 abriu demasiadamente durante a reentrada da cápsula na atmosfera, provocando uma subita despressurização que foi fatal para os seus 3 tripulantes.

## Salyut 2
A Salyut 2 foi lançada em 3 de Abril de 1973. Ela não era necessariamente do mesmo tipo que as outras estações Salyut, e sim um protótipo militar classificado de altamente secreto da estação espacial Almaz. Lhe foi dado a designação Salyut 2 para disfarçar sua verdadeira natureza. Apesar do seu lançamento bem sucedido, após dois dias a Salyut 2 começou a perder pressão e seu controle de voo falhou. As causa da falha de pressurização, foram devido a uma perfuração do casco da estação quando o estágio superior do foguete Proton, que a colocou em órbita, explodiu fragmentando-se e lançando parte de seus destroços em direção a estação. 
Em 11 de abril de 1973, 11 dias após seu lançamento, um inexplicado acidente causou a perda de 4 paines solares da estação, provocando a sua perda do fornecimento de energia, deixando a estação completamente desligada. A estação acabou por fim por reentrar na atmosfera no dia 28 de maio de 1973.

## Salyut 3
A Salyut 3 foi lançada em 25 de Junho de 1974. Ela foi outra estação espacial militar Almaz, esta foi lançada com sucesso. Ele testou uma séria de sensores de reconhecimentos, retornando uma lata de filmes para análise. Em 24 de Janeiro de 1975 testes com um canhão de aviões 23mm Nudelmann (algumas fontes dizem que foi uma arma Nudelmann NR-30 30mm) foram feitos com resultados positivos em alvos a distâncias entre 3000m a 500m. Os cosmonautas confirmaram que um satélite alvo foi destruído nos testes. No dia seguinte, foi ordenado que a estação saísse de órbita. Apenas um entre três grupos aterrissou com sucesso e tripulou a estação, trazida pela Soyuz 14; a Soyuz 15 tentou trazer um segundo grupo mas falhou na aterrissagem. Apesar de tudo, a Salyut 3 foi um sucesso.

## Salyut 4
A Salyut 4 (DOS 4) foi lançada em 26 de Dezembro de 1974. Ela foi essencialmente uma cópia da DOS 3, e ao contrário da sua irmã, foi um sucesso completo. Três grupos conseguiram aterrizar e tripular a Salyut 4 (Soyuz 17, Soyuz 18 e Soyuz 21), incluindo um grupo com uma estada de 63 dias, e uma cápsula Soyuz que se manteve aterrizada na estação por três meses, provando a durabilidade a longo prazo do sistema. A Salyut 4 foi tirada de órbita em 3 de Fevereiro de 1977.

## Salyut 5
A Salyut 5 foi lançada em 22 de Junho de 1976. Ela foi a terceira e última estação espacial militar Almaz. Seu lançamento e subsequente missão foram ambos completado com sucesso, com três grupos sendo lançados e dois (Soyuz 21 e Soyuz 24) aterrizando com sucesso para longas estadias (o segundo grupo na Soyuz 23 não foi capaz de aterrizar e teve que abortar). A Salyut 5 reentrou em 8 de Agosto de 1977.

## Salyut 6
A Salyut 6 foi lançada em 29 de Setembro de 1977. Apesar de ela lembrar as estações Salyut anteriores no projeto geral, ela trazia uma série de avanços revolucionários incluindo um segundo porto de aterrissagem onde uma nave Progress  não tripulada poderia aterrizar e reabastecer a estação. De 1977 até 1982 a Salyut 6 foi visitada por cinco grupos de longa estadia e onze grupos de curta estadia, incluindo cosmonautas dos países do pacto de Varsóvia. O primeiro grupo de longa duração na Salyut 6 quebrou um recorde estabelecido pela Skylab, permanecendo 96 dias em órbita. O mas longo voo a bordo na Salyut 6 durou 185 dias. O quarta expedição à Salyut 6 instalou um rádio-telescópio de 10 metros entregue por uma nave de carga. As operações tripuladas na Salyut 6 foram interrompidas em 1981, uma nave não tripulada pesada chamada TKS desenvolvidas com materiais deixados do programa já cancelado Almaz aterrizou na estação para um teste do material. A Salyut 6 saiu de órbita em 29 de Julho de 1982.

## Salyut 7
A Salyut 7 foi lançada em 19 de Abril de 1982. Foi um veículo de ajuda para a Salyut 6 e muito similar em equipamentos e capacidades, porém muitos acessórios mais avançados foram incluídos. Ela se manteve em órbita por quatro anos e dois meses, durante os quais ela foi visitada por 10 grupos constituindo seis expedições principais e quatro voos secundários (incluindo cosmonautas Franceses e indianos). Além dos experimentos e observações realizados na Salyut 7, a estação também testou aterrissagens e o uso de módulos grandes em uma estação espacial orbitante. Os módulos foram chamados de "Módulos do Cosmos pesados." Eles ajudaram os engenheiros a desenvolverem a tecnologia necessária para a construção da Mir. A Salyut 7 saiu de órbita em 7 de Fevereiro de 1991.

## DOS 7
O Nucleo da MIR participava e derivava do programa Salyut.

## DOS 8
O Modulo Zvezda da ISS deriva e faz parte do programa Salyut.

## Lista de estações espaciais russas/soviéticas
| Estação Espacial | Lançamento                           | Reentrada                           | Dias em órbita | Dias ocupada | Total de visitantes | Visitas de naves tripuladas | Visitas de naves não tripuladas | Massa (kg) |
| ---------------- | ------------------------------------ | ----------------------------------- | -------------- | ------------ | ------------------- | --------------------------- | ------------------------------- | ---------- |
| Salyut 1         | 19 de Abril de 1971 01:40:00 UTC     | 11 de Outubro de 1971 00:00:00 UTC  | 175            | 24           | 3                   | 2                           | 0                               | 18 425     |
| Salyut 2         | 4 de Abril de 1973 09:00:00 UTC      | 28 de Maio de 1973 00:00:00 UTC     | 54             | 0            | 0                   | 0                           | 0                               | 18 500     |
| Salyut 3         | 25 de Junho de 1974 22:38:00 UTC     | 24 de Janeiro de 1975 00:00:00 UTC  | 213            | 15           | 2                   | 1                           | 0                               | 18 500     |
| Salyut 4         | 26 de Dezembro de 1974 04:15:00 UTC  | 3 de Fevereiro de 1977 00:00:00 UTC | 770            | 92           | 4                   | 2                           | 1                               | 18 500     |
| Salyut 5         | 22 de Junho de 1976 18:04:00 UTC     | 8 de Agosto de 1977 00:00:00 UTC    | 412            | 67           | 4                   | 2                           | 0                               | 19 000     |
| Salyut 6         | 29 de Setembro de 1977 06:50:00 UTC  | 29 de Julho de 1982 00:00:00 UTC    | 1 764          | 683          | 33                  | 16                          | 14                              | 19 000     |
| Salyut 7         | 19 de Abril de 1982 19:45:00 UTC     | 7 de Fevereiro de 1991 00:00:00 UTC | 3 216          | 816          | 26                  | 12                          | 15                              | 19 000     |
| Mir              | 19 de Fevereiro de 1986 21:28:23 UTC | 23 de Março de 2001 05:50:00 UTC    | 5 511          | 4 594        | 137                 | 39                          | 68                              | 124 340    |